# Spařence
Spařence je malá vesnice, část obce Markvartice v okrese Jičín. Nachází se asi 1,5 km na severozápad od Markvartic. V roce 2009 zde bylo evidováno 27 adres. V roce 2001 zde trvale žilo 21 obyvatel.
Spařence leží v katastrálním území Markvartice u Sobotky o výměře 8,39 km2.

## Historie
První písemná zmínka o obci pochází z roku 1542.

## Pamětihodnosti
- Usedlost U Bartoňů (čp. 1)
- Sýpka u čp. 11

## Galerie

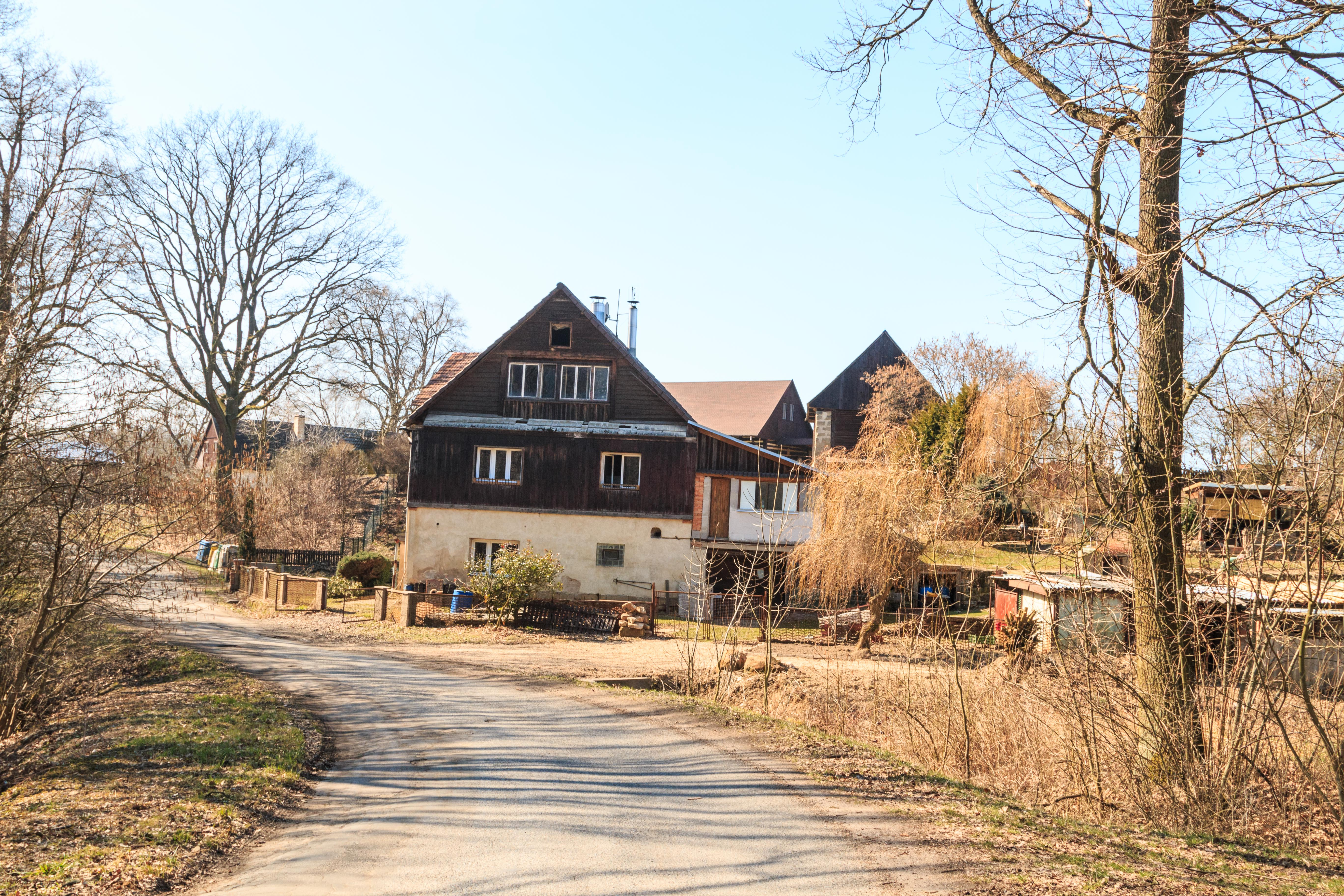
Spařence dům čp. 7
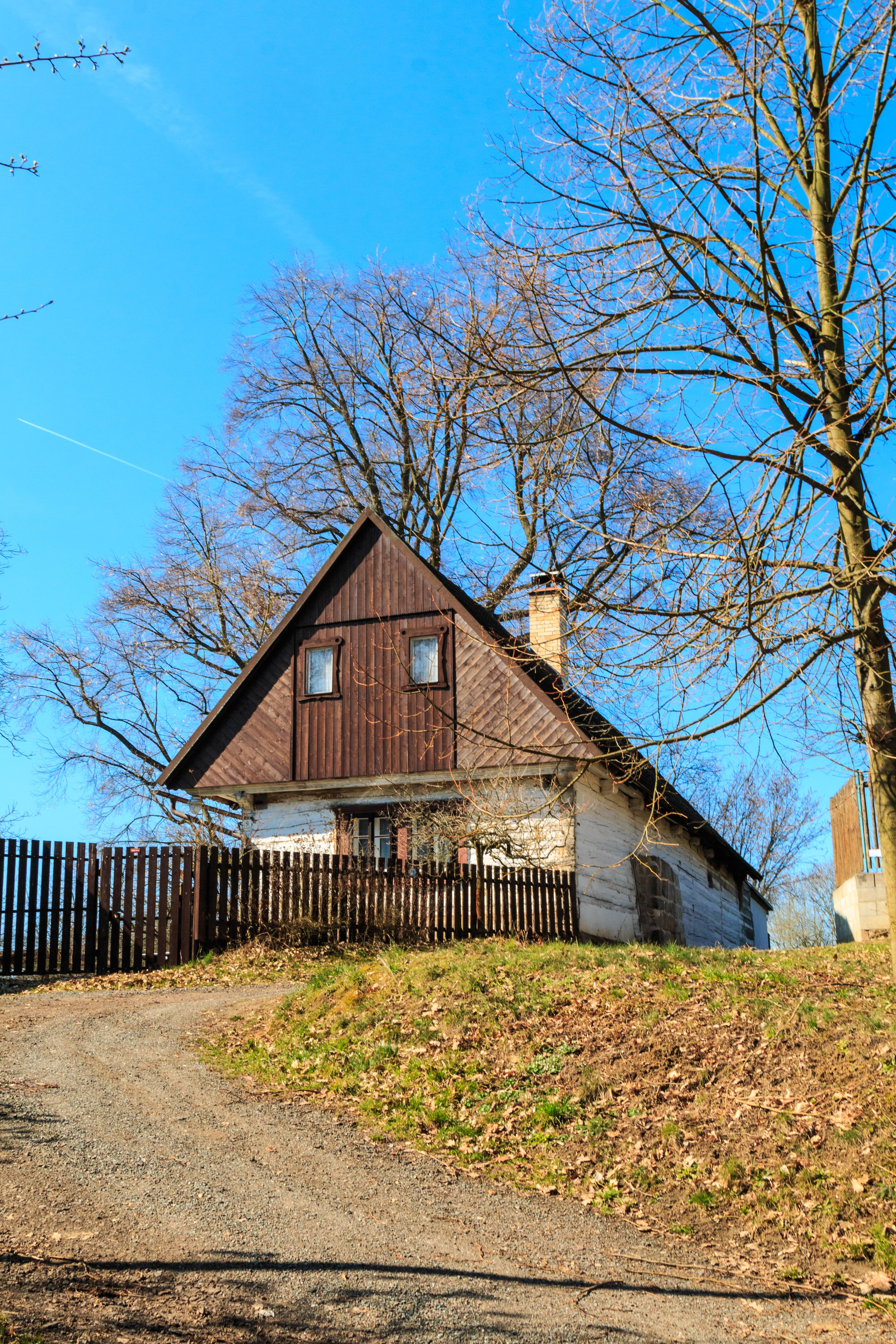
Spařence dům čp. 9
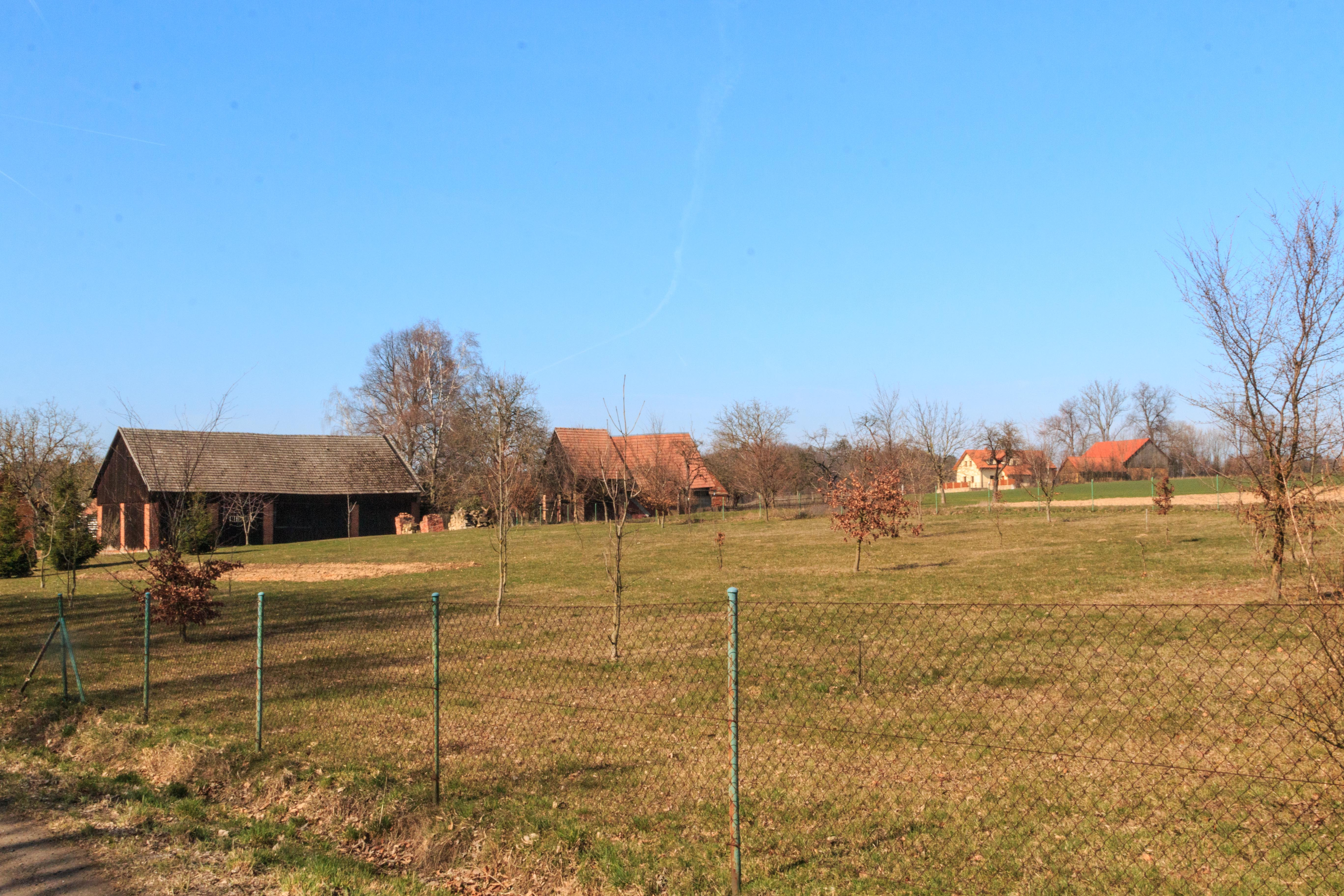
Spařence pohled při příjezdu od Markvartic
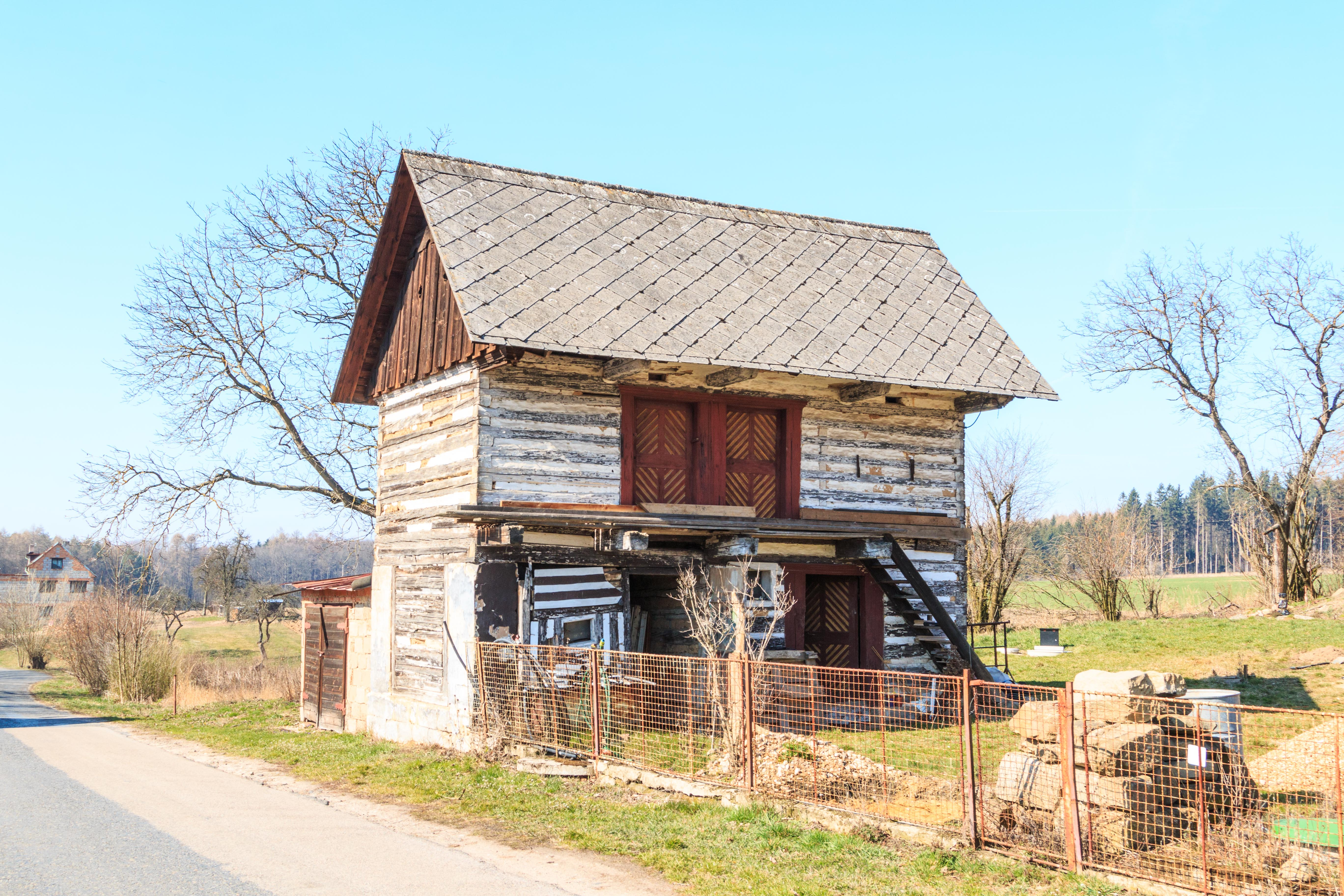
Spařence - Sýpka u čp. 11
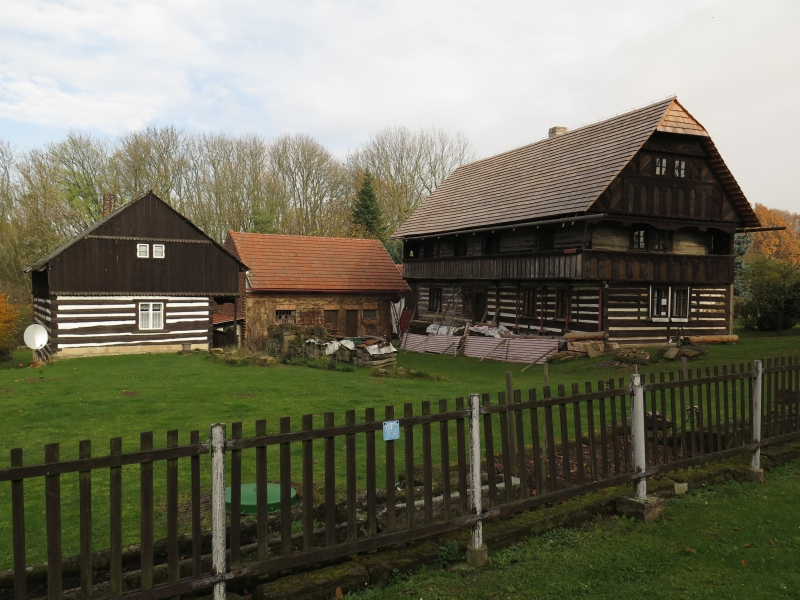
Spařence, usedlost čp.1 U Bartoňů